# Fieseler Fi 158
Fieseler Fi 158 là một mẫu máy bay thực nghiệm dân dụng do hãng Fieseler của Đức nghiên cứu chế tạo vào năm 1938. Nó có cánh đặt thấp, làm phần lớn từ gỗ.

## Tính năng kỹ chiến thuật ()

### Đặc điểm riêng
- Tổ lái: 2
- Chiều dài: 6,6 m (21 ft 7 in)
- Sải cánh: 7 m (22 ft 11 in)
- Chiều cao: 1,7 m (5 ft 7 in)
- Diện tích cánh: 7 m2 (75,35 ft2)
- Trọng lượng rỗng: 494 kg (1.089 lb)
- Trọng lượng có tải: 646 kg (1.424,2 lb)
- Động cơ: 1 × Hirth HM506, 119 kW (160 hp)

•	Maximum speed: 350 km/h (217.5 mph)
•	Range: 370 km (1,214 miles)
•	Service ceiling: 6,700 m (22,000 ft)

### Hiệu suất bay
- Vận tốc cực đại: 350 km/h (217.5 mph)
- Tầm bay: 370 km (1.214 dặm)
- Trần bay: 6.700 m (22.000 ft)